# Yevgeni Aleksandrovich Chernov
Bản mẫu:Eastern Slavic name

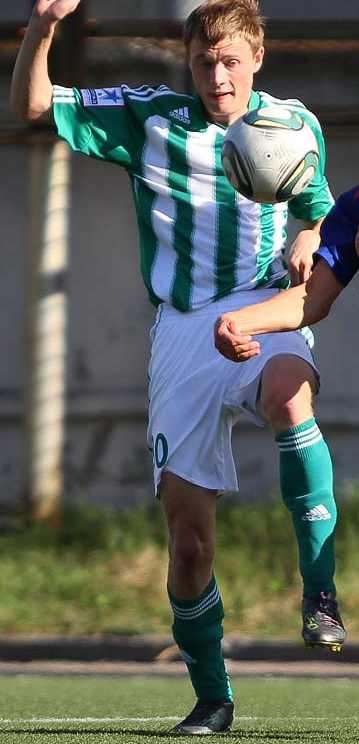
Yevgeni Chernov năm 2011

Yevgeni Aleksandrovich Chernov (tiếng Nga: Евгений Александрович Чернов; sinh ngày 23 tháng 10 năm 1992) là một cầu thủ bóng đá người Nga. Anh chơi ở vị trí hậu vệ trái cho F.K. Zenit Sankt Peterburg.

## Sự nghiệp câu lạc bộ
Anh ra mắt tại Giải bóng đá ngoại hạng Nga cho F.K. Tom Tomsk vào ngày 27 tháng 4 năm 2012 trong trận đấu với F.K. Amkar Perm.
Anh có màn ra mắt cho F.K. Zenit St. Petersburg vào ngày 22 tháng 9 năm 2016 trong trận đấu tại Cúp quốc gia Nga trước F.K. Tambov.
Anh thi đấu khi F.K. Tosno giành chức vô địch Cúp bóng đá Nga 2017–18 trước FC Avangard Kursk vào ngày 9 tháng 5 năm 2018 tại Volgograd Arena.

## Danh hiệu

### Câu lạc bộ
Tosno
- Cúp quốc gia Nga: 2017–18

## Thống kê sự nghiệp
Tính đến 26 tháng 5 năm 2019
| Câu lạc bộ             | Mùa giải            | Giải vô địch                | Giải vô địch | Giải vô địch | Cúp     | Cúp       | Châu lục | Châu lục  | Tổng cộng | Tổng cộng |
| Câu lạc bộ             | Mùa giải            | Hạng đấu                    | Số trận      | Bàn thắng    | Số trận | Bàn thắng | Số trận  | Bàn thắng | Số trận   | Bàn thắng |
| ---------------------- | ------------------- | --------------------------- | ------------ | ------------ | ------- | --------- | -------- | --------- | --------- | --------- |
| Tom Tomsk              | 2010                | Giải bóng đá ngoại hạng Nga | 0            | 0            | 0       | 0         | –        | –         | 0         | 0         |
| Tom Tomsk              | 2011–12             | Giải bóng đá ngoại hạng Nga | 1            | 0            | 0       | 0         | –        | –         | 1         | 0         |
| Tom Tomsk              | 2012–13             | FNL                         | 0            | 0            | –       | –         | –        | –         | 0         | 0         |
| Tom Tomsk              | Tổng cộng           | Tổng cộng                   | 1            | 0            | 0       | 0         | 0        | 0         | 1         | 0         |
| Gazovik Orenburg       | 2012–13             | PFL                         | 19           | 4            | 2       | 0         | –        | –         | 21        | 4         |
| Khimik Dzerzhinsk      | 2013–14             | FNL                         | 26           | 0            | 0       | 0         | –        | –         | 26        | 0         |
| Khimik Dzerzhinsk      | 2014–15             | FNL                         | 32           | 1            | 2       | 0         | –        | –         | 34        | 1         |
| Khimik Dzerzhinsk      | Tổng cộng           | Tổng cộng                   | 58           | 1            | 2       | 0         | 0        | 0         | 60        | 1         |
| Yenisey Krasnoyarsk    | 2015–16             | FNL                         | 18           | 0            | 2       | 0         | –        | –         | 20        | 0         |
| Zenit-2 St. Petersburg | 2015–16             | FNL                         | 13           | 0            | –       | –         | –        | –         | 13        | 0         |
| Zenit-2 St. Petersburg | 2016–17             | FNL                         | 25           | 1            | –       | –         | –        | –         | 25        | 1         |
| Zenit-2 St. Petersburg | Tổng cộng           | Tổng cộng                   | 38           | 1            | 0       | 0         | 0        | 0         | 38        | 1         |
| Zenit St. Petersburg   | 2015–16             | Giải bóng đá ngoại hạng Nga | 0            | 0            | 0       | 0         | 0        | 0         | 0         | 0         |
| Zenit St. Petersburg   | 2016–17             | Giải bóng đá ngoại hạng Nga | 6            | 0            | 1       | 0         | 0        | 0         | 7         | 0         |
| Zenit St. Petersburg   | 2018–19             | Giải bóng đá ngoại hạng Nga | 5            | 0            | 1       | 0         | 0        | 0         | 6         | 0         |
| Zenit St. Petersburg   | Tổng cộng           | Tổng cộng                   | 11           | 0            | 2       | 0         | 0        | 0         | 13        | 0         |
| Tosno                  | 2017–18             | Giải bóng đá ngoại hạng Nga | 25           | 0            | 4       | 0         | –        | –         | 29        | 0         |
| Rostov                 | 2018–19             | Giải bóng đá ngoại hạng Nga | 12           | 0            | 3       | 0         | –        | –         | 15        | 0         |
| Tổng cộng sự nghiệp    | Tổng cộng sự nghiệp | Tổng cộng sự nghiệp         | 182          | 6            | 15      | 0         | 0        | 0         | 197       | 6         |